# Johnny Lee Clary
Johnny Lee Clary (* 18. Juni 1959 in Martinez, Kalifornien; † 21. Oktober 2014 in Baton Rouge, Louisiana) war ein US-amerikanischer evangelikaler Pastor und früherer Ku-Klux-Klan-Führer. Er schloss sich nach einem Bekehrungserlebnis der Pfingstbewegung an, wurde dort Prediger und Pastor und predigte gegen Rassismus und Hate Groups wie den Ku-Klux-Klan, die Neonazis und die Aryan Nation. Clary war noch während seiner Zeit beim Klan in den 1980er Jahren unter dem Ringnamen Johnny Angel ein bekannter Wrestler in der National Wrestling Federation (NWF).

## Leben

### Jugend
Johnny Lee Clary wuchs in einem rassistischen Haushalt auf. Sein Vater brachte ihm rassistische Ausdrücke bei und ermunterte ihn dazu, Schwarze mit Geringschätzung zu behandeln. Er bestand außerdem darauf, dass sein Sohn nur in Kirchen mit weißen Mitgliedern ging. Sein Vater, als gläubiger Katholik vom Ku-Klux-Klan ausgeschlossen, brachte ihn nicht in den Klan. Es war der Bruder seines Vaters, der ihm den Klan näher brachte und seinem Vater gegenüber damit angab, einen Afroamerikaner erschossen zu haben.
In mehreren Interviews gab Clary an, dass sein Familienleben von Gewalt und Tragik geprägt gewesen sei. Sein Vater habe sich umgebracht, als Clary elf Jahre alt war. Danach wurde Clary von Familie zu Familie gereicht, bis er sich mit vierzehn Jahren alleine auf den Straßen von East Los Angeles herumtrieb und rasch auf verschiedene Gangs traf. Mit vierzehn schloss er sich auch dem Ku-Klux-Klan unter David Duke an.

### Wrestlingkarriere
Zusammen mit seinem Bruder Terry Clary wurde er von Danny Hodge, einem ex-NWA World Junior Heavyweight Champion trainiert. Terry wurde zu „Sugar Boy“, während sein Bruder als Manager „Der Kommissar“ (benannt nach dem berühmten Falco-Lied Der Kommissar) auftrat. Während sein Bruder als Buddy Savage auftrat, wechselte Johnny Lee Clary ins aktive Wrestlinggeschäft und nannte sich Johnny Angel. 1986 gewann er den NWF/NWA Arkansas Heavyweight Title und trat für Kansas City All Star Wrestling auf. Anschließend schloss er sich der NWF an. Dort hatte er einige Auftritte als Wrestler und wurde später Manager von DC Drake sowie der Wrestlerin Spanish Angel. Er hielt von 1986 bis 1988 den Arkansas Heavyweight und beendete seine Karriere am 30. Juli 1988 in Grove, Oklahoma. 2002 kehrte er in den Ring zurück und absolvierte ein Match gegen Buddy Landel in North Carolina.

### Ku-Klux-Klan
Noch während seiner aktiven Wrestling-Karriere stieg Clary zum Grand Dragon der White Knights of the Ku Klux Klan in Oklahoma auf. Bereits in den 1980ern  begann er am Klan zu zweifeln, wurde jedoch unter Druck gesetzt und blieb im Klan. Eine Zeit lang war er außerdem die rechte Hand von Tom Metzger (White Aryan Resistance), den er später als „einen der brutalsten Männer, die je Hass predigten“, bezeichnete. 1989 wurde er sogar Imperial Wizard der Organisation. Während seiner Anführerschaft erhielt der Klan kaum Öffentlichkeit, doch Clary trat in verschiedenen Talkshows für den Klan auf, so bei Oprah Winfrey und Morton Downey, Jr. Clary versuchte die verschiedenen Organisationen des Klans zu vereinen und hielt ein Treffen in Pulaski, Tennessee, dem Geburtsort des Klans, ab. Dort kam es jedoch zu internen Streitigkeiten. Es stellte sich ebenfalls heraus, dass Clarys Freundin eine Informantin des Federal Bureau of Investigation war. Als dies publik wurde, verlor Clary das Vertrauen des Klans und er zog sich zurück. Er wurde später ein Wiedergeborener Christ und trat als Bürgerrechtsaktivist gegen den Klan an.

### Ausstieg
Clary verließ den Klan 1990 und schloss sich einer evangelikalen Kirche an. Ein Jahr später begann er zu predigen. Er trat zusammen mit Wade Watts auf, der vorher Anführer der National Association for the Advancement of Colored People (NAACP) in Oklahoma war. Die beiden waren noch ein Jahr zuvor erbitterte Gegner gewesen.
Clarys Wandel von einem Klansman zu einem evangelistischen Prediger und Aktivist gegen Rassismus erreichte eine breite Medienöffentlichkeit, insbesondere in der christlichen Szene Amerikas und Australiens. Aber auch im nationalen TV berichteten unter anderem The Phil Donahue Show und Geraldo über Clary. 2001 beteiligte er sich an dem Buch The Day I Met God, einer Sammlung von Erweckungserlebnissen. Neben Clary ist auch der Country-Sänger Randy Travis in dem Buch vertreten.
Johnny Lee Clary war zuletzt ordinierter Pfarrer unter Jimmy Swaggart und lebte in Baton Rouge, Louisiana.
Am 21. Oktober 2014 starb er mit 55 Jahren an einem Herzinfarkt.

## Veröffentlichungen
- Boys in the Hoods. One Man’s Journey from Hatred to Love. Pneuma Life Pub Inc 1996. ISBN 978-1562294489
- Ein Aufsatz in: Karen Covell, Victorya Michaels Rogers, Jim Covell: The Day I Met God: Extraordinary Stories of Life-Changing Miracles. Multnomah, 2001 ISBN 1-57673-786-1